# أسل أصغر
أسل أصغر (الاسم العلمي: Juncus minimus) نوع نباتي يتبع جنس الأسل وينتمي إلى الفصيلة الأسلية.